# Angels of Clarity
Angels of Clarity — песня шведской металкор группы Dead by April, третий сингл с их дебютного альбома Dead by April и второй трек на альбоме. Сингл включает в себя четыре песни. Оригинальную композицию «Angels of Clarity», ремикс на песню и акустические версии песен «Losing You» и «Promise Me».

## Список композиций
| №  | Название                                         | Автор(ы)                                  | Длительность |
| -- | ------------------------------------------------ | ----------------------------------------- | ------------ |
| 1. | «Angels of Clarity»                              | Pontus Hjelm/Jimmie Strimmel              | 3:43         |
| 2. | «Angels of Clarity» (Shawn 'Clown' Crahan Remix) | Pontus Hjelm/Jimmie Strimmel ft. Slipknot | 4:39         |
| 3. | «Losing You» (Акустическая версия)               | Pontus Hjelm/Jimmie Strimmel              | 3:41         |
| 4. | «Promise Me» (Акустическая версия)               | Pontus Hjelm                              | 3:10         |

## Участники
- Джимми Стримелл — вокал
- Понтус Хьельм — гитара, бэк-вокал
- Йохан Олссон — гитара
- Маркус Весслен — бас-гитара
- Алекс Свеннингсон — ударные